# 格林山 (阿爾高阿爾卑斯山脈)
47°19′25″N 10°4′46″E / 47.32361°N 10.07944°E

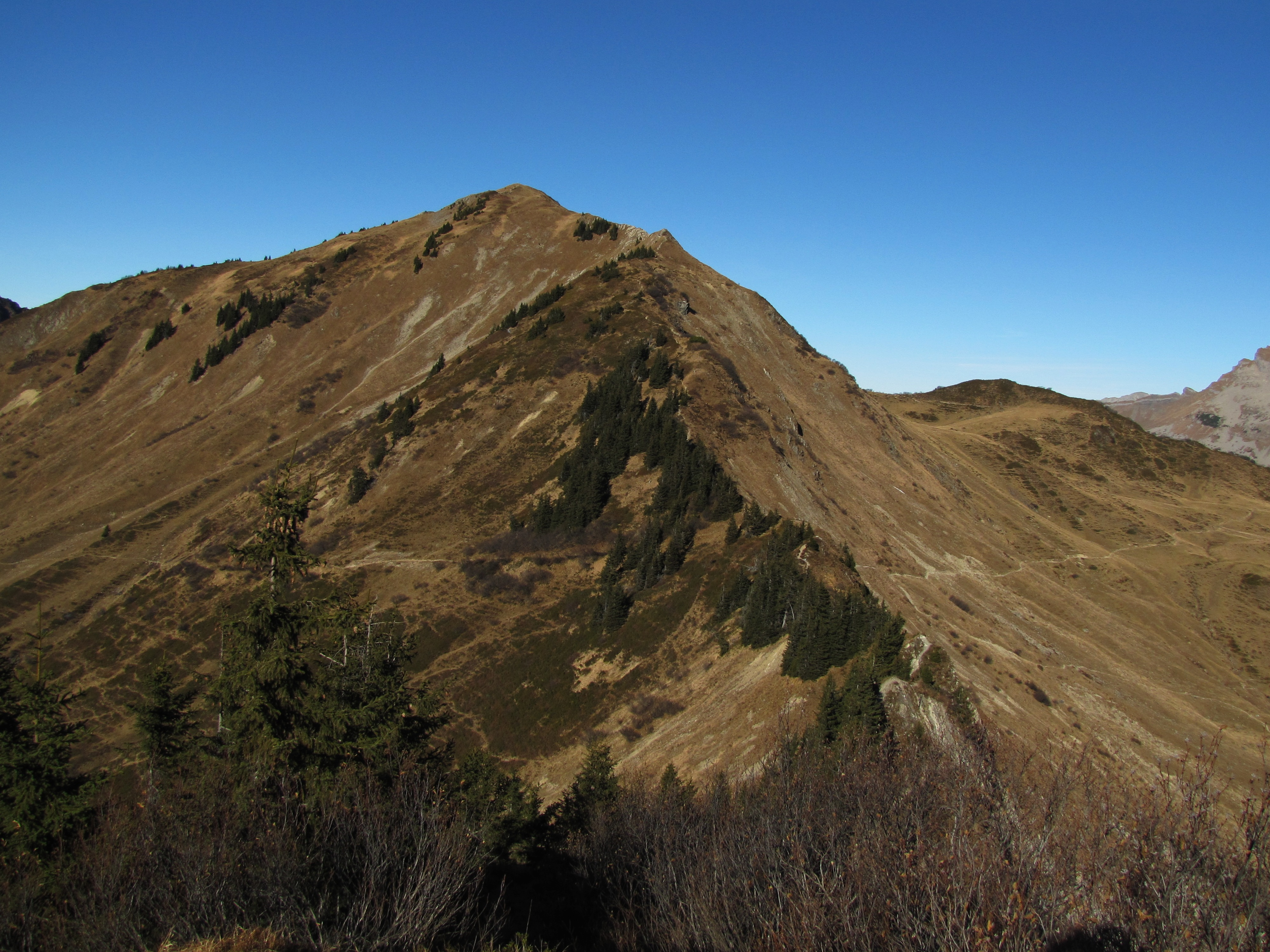

格林山（德語：Grünhorn），是奧地利的山峰，位於該國西部，由福拉爾貝格州負責管轄，屬於阿爾高阿爾卑斯山脈的一部分，距離因辰峰2.3公里，海拔高度2,039米。